# Nachtjagdgeschwader 6
Nachtjagdgeschwader 6 (dobesedno slovensko: Nočni-lovski polk 6; kratica NJG 6) je bil nočno-lovski letalski polk (Geschwader) v sestavi nemške Luftwaffe med drugo svetovno vojno.
29. aprila 1945 se je polk predal pripadnikom 180. pehotnega polka iz sestave 45. pehotne divizije.

## Organizacija
- štab
- I. skupina
- II. skupina
- III. skupina
- IV. skupina

## Vodstvo polka
Poveljniki polka (Geschwaderkommodore)
- Major (Major) Fritz Schaffer: 10. avgust 1943
- Major Heinrich Wohlers: 9. februar 1944
- Major von Reeken: 16. marec 1944
- Major Heinrich Griese: 15. april 1944
- Nadporočnik (Oberstleutnant) Herbert Lütje: 13. september 1944